# Altopiano di Rascino
L'Altopiano di Rascino è un altopiano carsico situato nel Lazio orientale, in provincia di Rieti, tra i Monti del Cicolano (Cicolano) ai confini con l'Abruzzo nord-occidentale, all'interno del territorio del comune di Fiamignano, con l'intera area classificata come sito di interesse comunitario (SIC).

## Geografia

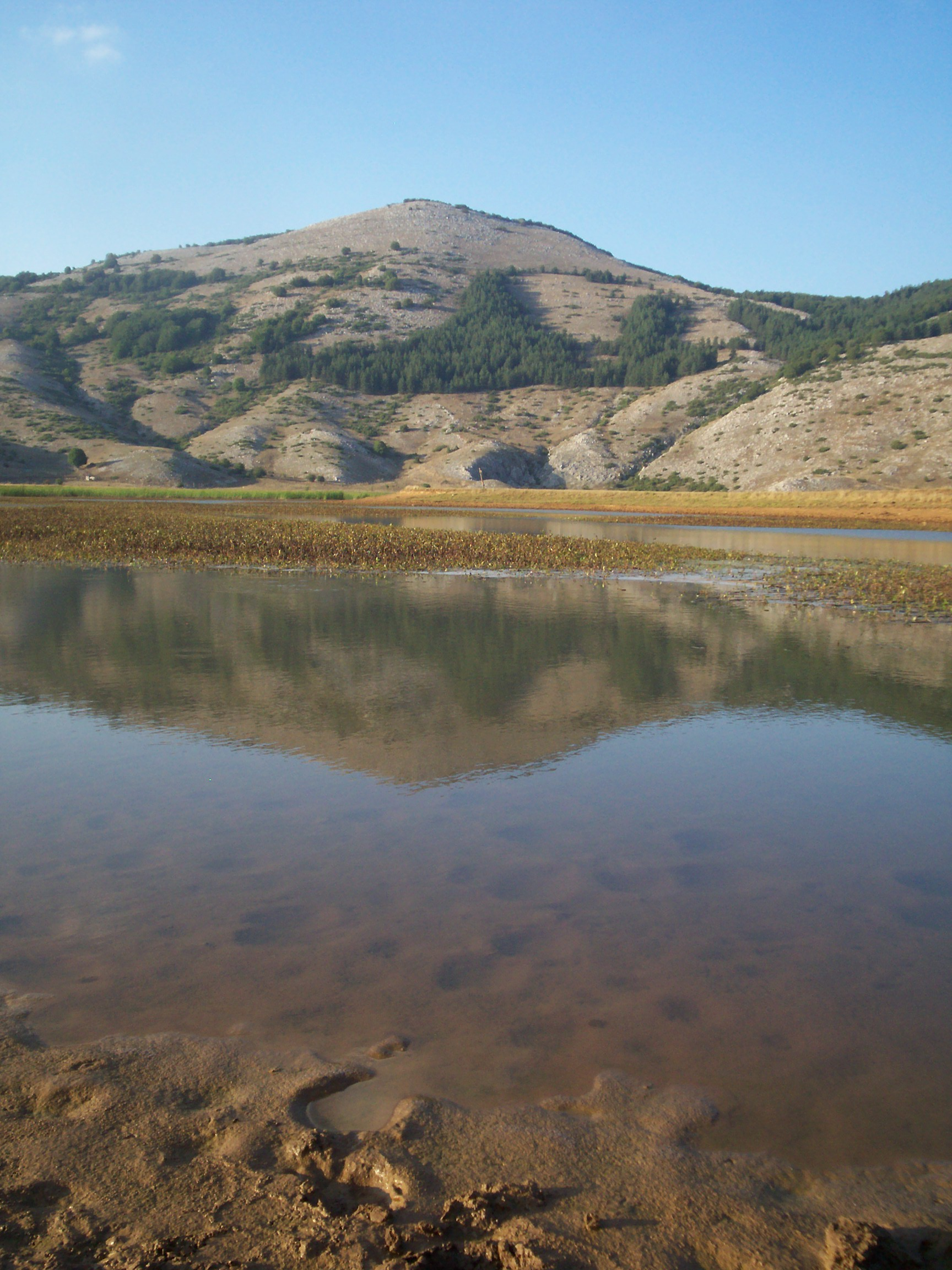
Il Lago di Rascino con il Monte Torrecane alle spalle

Esteso per 7 km circa in lunghezza e 5 km in larghezza, si trova ad una altitudine di circa 1150 m sul livello del mare circondato da cime che raggiungono i 1500 m sovrastato dal versante sud-orientale del Gruppo montuoso del Monte Nuria (1888 m) e del Monte Torrecane, sito di un'ormai diruta torre medievale, facente parte di un antico sistema di difesa della strategica valle di Corno che collegava da Antrodoco la valle del Velino a quella dell'Aterno a L'Aquila.
Collegato all'adiacente Altopiano d'Aquilente in comune con il territorio di Petrella Salto e a quello di Cornino ai confini con i territori di Antrodoco e Scoppito, è presente un lago carsico, il lago di Rascino, di origine meteorica con estensione variabile in funzione della stagione e circondato da un canneto di forma incredibilmente variegata e separato da un piccolo valico dalla vicina piana del laghetto di Cornino, nota nella zona come luogo di libero pascolo per bovini ed armenti.  Sono presenti inoltre i resti di un castello medioevale (Castello di Rascino) che sorvegliava una via strategica che portava dal Regno di Napoli allo Stato Pontificio.
È un luogo isolato, quasi incontaminato e dall'interessante risvolto naturalistico con presenza di alcuni agriturismi, usato in estate come pascolo per le mandrie di allevatori delle zone circostanti, mentre in inverno è possibile praticarvi per vari mesi con guida lo sci di fondo o con racchette (ciaspe), nonostante la quota non particolarmente elevata.
D'estate è possibile praticare trekking a piedi, a cavallo e in MTB o chiedendo info al CAI di Antrodoco.
Si può giungervi in trekking anche dal paese di Antrodoco (dotato di FS) sia attraverso la statale 17 e poi seguendo una traccia o sia un sentiero di 9 km salendo, a dx sulla Salaria, lasciata la croce di via s.terenziano lungo il Rio, passando per la frazione e/o stazione Fs di Rocca di Fondi (750 mt), attraversando il Piano di Piscignola salendo alla sella di Torrecane e poi scendendo proseguendo verso sud al Piano o verso est risalire sul Monte Nuria.
Importante è la recente risuscitata coltivazione da parte di giovani coltivatori motivati delle lenticchie di Rascino igp, dalla nota e tipica qualità di lenticchia piccola d'altipiano appenninico, apprezzate dai comunque pochi fortunati che possono già fruirne.

### Accessibilità
Vi si accede provenendo direttamente da Fiamignano e Pescorocchiano attraverso una strada montana, non asfaltata nell'ultima parte o dalla statale 17 provenendo da Antrodoco o L'Aquila ed altra ardua traccia impraticabile nei mesi invernali se non con ciaspe o sci da fondo.

## Eventi storici
Il 30 maggio 1974 l'altopiano fu teatro di uno scontro a fuoco tra un gruppo di neofascisti e le forze dell'ordine, durante il quale venne ucciso Giancarlo Esposti, militante di Ordine Nero.